# 皮德盧比 (亞沃里夫區)
49°53′37″N 23°30′45″E / 49.89361°N 23.51250°E
皮德盧比（烏克蘭語：Підлуби），是烏克蘭的村落，位於該國西部利沃夫州，由亞沃里夫區負責管轄，始建於1615年，面積0.56平方公里，海拔高度264米，2024年人口704，人口密度每平方公里1,288.77人。